# Pedro (referendário)
Pedro (em latim: Petrus) foi um poeta e referendário romano do século VI do Norte da África vândalo. Produziu três poemas extensos preservados no Código Salmasiano. Num deles há o escrito latino: "Domni Petri referendarii versus in basilica palatii sanctae Mariae" (Senhor Pedro, referendário no palácio da basílica de Santa Maria)